# Glanmor Williams
Glanmor Williams (5 de mayo de 1920 – 25 de febrero de 2005), fue uno de los más eminentes historiadores galeses.
Sir Glanmor nació en Dowlais, en el seno de una familia trabajadora y fue educado en la escuela Cyfarthfa Castle. Recibió estudios universitarios en Aberystwyth junto a los ilustres literatos, Alun Lewis y Emyr Humphreys, especializándose en la historia moderna galesa.
Su prolífica carrera académica incluye 37 años en la University of Wales, Swansea, entre 1945 y 1982, y 10 años como vicepresidente de la University College of Wales, Aberystwyth.
Fue nombrado caballero en 1995 por su contribución a la cultura Galesa. Estuvo vinculado al Consejo de Estudios Celtas, la Fundación Pantyfedwen, Cadw (patrimonio Gales), la expansión del Consejo de Gales y la difusión de la  Biblioteca Británica. 

## Publicaciones
- Wales and the Reformation. (University of Wales Press)
- Grym Tafodau
- Owen Glendower
- The Welsh Church from Conquest to Reformation
- Religion, Language and Nationality
- Glanmor Williams: A Life

- Datos: Q3397327